# Andrej Vyšinskij

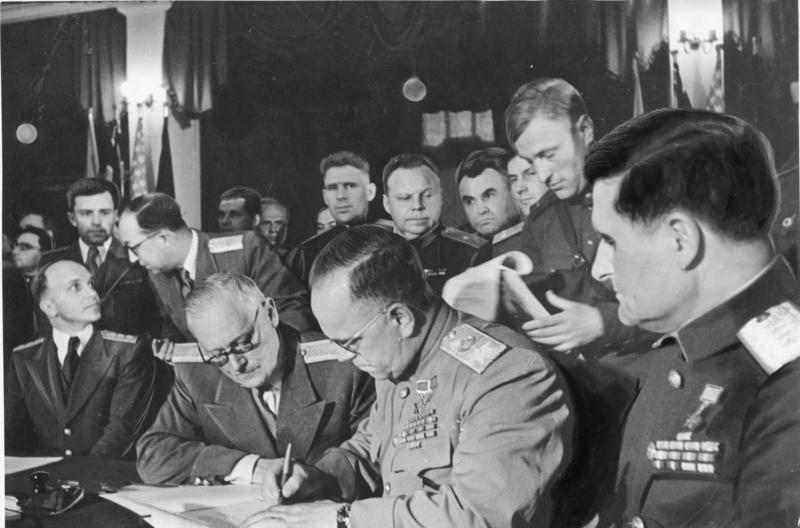
Kapitulace Wehrmachtu 8. května 1945. Dole uprostřed Vyšinskij, vedle Žukov a Sokolovskij

Andrej Januarjevič Vyšinskij (rusky Андрей Януарьевич Вышинский; 10. prosince 1883, Oděsa – 22. listopadu 1954, New York) byl sovětský právník, politik a diplomat. Během moskevských procesů byl prokurátorem, který posílal na smrt mnoho někdejších Stalinových spolupracovníků. Prokurátorem byl i během norimberských procesů, v letech 1949 až 1953 pak zastával funkci ministra zahraničí SSSR.

## Životopis
Narodil se do polské katolické rodiny v Oděse, rodina se později přesunula do Baku. Roku 1903 se připojil k menševikům. Do roku 1913 studoval na Kyjevské univerzitě. V roce 1917 jako právník Prozatímní vlády vydal zatykač na Lenina a další čelní bolševické představitele.
Roku 1920 se připojil k bolševikům, kde si rychle získal důvěru Stalina. V letech 1925–1928 byl rektorem Moskevské státní univerzity, poté se stal členem lidového komisařství pro vzdělávání. Roku 1931 byl zastupujícím lidovým komisařem pro justici.
Šlo o jednoho ze strůjců hladomoru na Ukrajině. Uskutečňoval administrativní přípravy na „systematický úder“ proti sklizňovým lupičům šrotů a zlodějům obilí.
V roce 1935 se stal generálním prokurátorem SSSR, zatímco jeho předchůdce Ivan Akulov byl odklizen a později zastřelen. Proslul se svým postulátem, že korunní důkaz je samotné přiznání obžalovaného. Vyšinského monografie Teorie soudních důkazů v sovětském soudnictví obhajující tuto teorii získala v roce 1947 Státní cenu SSSR.
Během moskevských procesů, které byly součástí Stalinovy Velké čistky, často bezbranné oběti ponižoval a hanlivě je napadal slovy jako:
Střílejte ty vzteklé psy. Smrt takové bandě, která ze sovětského lidu saje krev! Pryč s tím vydřiduchem Trockým, z jehož úst kape zabijácký jed, kterým tráví velké ideje marxismu! Zničte ty bídné existence! Udělejme jednou provždy přítrž těm ubohým zrůdám z lišáků a prasat, těm smrdutým mrtvolám! Vyhlaďme běsnící kapitalistické psy, kteří chtějí roztrhat na kusy květ našeho mladého sovětského národa! Nacpěme jim tu jejich zhovadilou nenávist vůči našim vedoucím soudruhům zpátky do chřtánů!
Po procesech získal byt Leonida Serebrjakova, jednoho z obviněných, který byl odsouzen k trestu smrti a popraven.
V roce 1940 byl vyslán do Lotyšska, kde měl dohlížet na organizaci loutkové vlády a začlenění země do SSSR, v roce 1945 pomohl komunistické garnituře v Rumunsku zmocnit se kontroly země. V roce 1953 byl jedním z hlavních osob, které byly obviněny Kerstenovou komisí v americkém Kongresu v souvislosti s vyšetřováním událostí během okupace pobaltských republik.
Za sovětskou stranu se podílel na přípravách norimberských procesů. Dále zastával rozličné politické úřady, jako např. místopředseda vlády v letech 1939 až 1944, zastupující lidový komisař pro zahraniční věci (od roku 1946 náměstek ministra zahraničí), ministr zahraničních věcí v letech 1949 až 1953, člen sovětské Akademie věd od roku 1939, v sovětské Akademii byl ředitelem Ústavu státu a práva, až do začátku destalinizace přitom Ústav nesl jeho jméno.
Po Stalinově smrti roku 1953 se stal stálým zástupcem Sovětského svazu v OSN. Tehdy však tušil, že na jeho zločiny za moskevských procesů se přijde, a že bude muset z politiky odejít, proto na všechny své politické posty rezignoval a odjel do New Yorku, kde roku 1954 zemřel. Jeho zločiny byly odtajněny až roku 1956, kdy tehdejší sovětský vůdce Nikita Chruščov na XX. sjezdu strany přednesl tajný projev, v němž byla o něm zmínka včetně jeho podílu na odsouzení milionu lidí k trestu smrti. Jeho popel byl uložen v Kremelské zdi.